# 宋忠堅
宋忠堅（英語：Duncan Ferguson，1860年12月30日—1923年3月15日），是一位出身蘇格蘭的台灣基督長老教會的宣教師。他曾與巴克禮在乙未戰爭時率領日軍進駐臺南府城。

## 生平
早期，宋忠堅原無意從事傳教工作，但在偶遇某極具熱誠的牧師後受其影響，而後入大學及神學校修讀並成為宣教師。
1889年，宋忠堅被派駐臺南並積極學習臺灣話等語言，且經常巡視於當地各教會之間。後來，他曾前往臺東直隸州巡視教會返程途中遭原住民族人以長槍襲擊，但沒發生致命傷害。
1895年乙未戰爭時，臺南府城內官兵在日軍推進至二層行溪後盡數逃離；城內多位仕紳與商人為避免情勢混亂盜匪趁虛而入，於是委請諸位西方教會牧師遞送歸降文書請求日軍速駐當地。隨後，宋忠堅與巴克禮二牧師一同攜帶相關文書前往會見乃木希典大將，並於隔日率領軍隊入駐城內；二位牧師也因此在1897年4月受贈勳五等雙光旭日勳章。
1896年1月下旬，宋忠堅、梅監務、蘭大衛等為籌設醫院前往彰化地區考察。
此外，宋忠堅除巡視教會也兼辦理書房會計事務，並擔任《台灣府城教會報》主筆，更曾任長老教中學校長。他曾積極促成該教會中會大會成立，並在成立後經常出席。
1908年12月30日，台南敎士會應淡水敎士會要求，任命宋忠堅於隔年1月前往北部主持新到傳敎士劉忠堅第一次語言考試。
1921年，宋忠堅因舊病復發決定休息一年。
1923年3月15日，宋忠堅過世於英國。

## 家庭
宋忠堅在派駐臺灣第二年時與醫師宋伊莉莎白結婚；她在隨夫抵達臺灣後積極行醫並促進婦女權益。1901年，宋伊莉莎白病逝新樓醫院。1910年，宋忠堅娶羽姑娘（Miss Usher）作續絃。宋忠堅與妻子生有三個子女：長男因車禍早逝、次子後來在加拿大經商、女兒Hazel Lombay Ferguson則在提比里亞等處於教會醫院從事護理工作。